# Lista de obras de Oscar Niemeyer
Esta é uma lista de obras do arquiteto brasileiro Oscar Niemeyer (1907-2012), expoente da arquitetura moderna, em uma carreira que se estendeu por mais de 80 anos. Foi laureado com o Pritzker, prêmio máximo da arquitetura, em 1988.
A lista divide-se em: obras projetadas, construídas e concluídas (121); obras projetadas (68); e obras não arquitetônicas (1). Apenas as obras mais notáveis fazem parte da lista.

## Obras concluídas

### Década de 1930
|   | Imagem | Nome                                                | Cidade         | Estado/Região  | País           | Inauguração | Coordenadas                        | Ref.  |
| - | ------ | --------------------------------------------------- | -------------- | -------------- | -------------- | ----------- | ---------------------------------- | ----- |
| 1 |        | Ministério da Educação e Saúde                      | Rio de Janeiro | Rio de Janeiro | Brasil         | 1936        | 22° 54′ 32,82″ S, 43° 10′ 25,69″ O | [ 3 ] |
| 2 |        | Obra do Berço                                       | Rio de Janeiro | Rio de Janeiro | Brasil         | 1937        | 22° 57′ 49,19″ S, 43° 12′ 12,93″ O | [ 4 ] |
| 3 |        | Grande Hotel de Ouro Preto                          | Ouro Preto     | Minas Gerais   | Brasil         | 1938        | 20° 23′ 03,68″ S, 43° 30′ 19,92″ O | [ 5 ] |
| 4 |        | Pavilhão Brasileiro na Feira Mundial de Nova Iorque | Nova Iorque    | Nova Iorque    | Estados Unidos | 1939        | —                                  | [ 6 ] |

### Década de 1940
|    | Imagem | Nome                                                     | Cidade              | Estado/Região  | País           | Inauguração | Coordenadas                        | Ref.   |
| -- | ------ | -------------------------------------------------------- | ------------------- | -------------- | -------------- | ----------- | ---------------------------------- | ------ |
| 5  |        | Cassino da Pampulha                                      | Belo Horizonte      | Minas Gerais   | Brasil         | 1940        | 19° 51′ 06,64″ S, 43° 58′ 25,34″ O | [ 7 ]  |
| 6  |        | Casa do Baile                                            | Belo Horizonte      | Minas Gerais   | Brasil         | 1940        | 19° 51′ 16,48″ S, 43° 58′ 12,43″ O | [ 8 ]  |
| 7  |        | Igreja da Pampulha                                       | Belo Horizonte      | Minas Gerais   | Brasil         | 1940        | 19° 51′ 30,45″ S, 43° 58′ 44,46″ O | [ 9 ]  |
| 8  |        | Conjunto Arquitetônico da Pampulha                       | Belo Horizonte      | Minas Gerais   | Brasil         | 1940        | —                                  | [ 10 ] |
| 9  |        | Residência de Pedro Aleixo                               | Belo Horizonte      | Minas Gerais   | Brasil         | 1940        | —                                  | [ 11 ] |
| 10 |        | Residência de Francisco Peixoto                          | Cataguases          | Minas Gerais   | Brasil         | 1941        | 21° 23′ 25,05″ S, 42° 41′ 41,08″ O | [ 12 ] |
| 11 |        | Residência de Oscar Niemeyer na Lagoa Rodrigo de Freitas | Rio de Janeiro      | Rio de Janeiro | Brasil         | 1942        | 22° 57′ 48,11″ S, 43° 12′ 05,26″ O | [ 13 ] |
| 12 |        | Residência de Herbert Johnson                            | Fortaleza           | Ceará          | Brasil         | 1942        | 3° 43′ 31,12″ S, 38° 29′ 57,58″ O  | [ 14 ] |
| 13 |        | Residência de Juscelino Kubitschek                       | Belo Horizonte      | Minas Gerais   | Brasil         | 1943        | 19° 51′ 17,69″ S, 43° 58′ 51,04″ O |        |
| 14 |        | Residência de Prudente de Moraes Neto                    | Rio de Janeiro      | Rio de Janeiro | Brasil         | 1944        | —                                  | [ 15 ] |
| 15 |        | Sede do Banco Boavista                                   | Rio de Janeiro      | Rio de Janeiro | Brasil         | 1946        | 22° 54′ 01,57″ S, 43° 10′ 41,78″ O | [ 16 ] |
| 16 |        | Colégio Cataguases                                       | Cataguases          | Minas Gerais   | Brasil         | 1946        | 21° 22′ 59,77″ S, 42° 42′ 04,87″ O | [ 17 ] |
| 17 |        | Centro Técnico da Aeronáutica                            | São José dos Campos | São Paulo      | Brasil         | 1947        | 23° 12′ 37,85″ S, 45° 52′ 34,02″ O | [ 18 ] |
| 18 |        | Sede da ONU                                              | Nova Iorque         | Nova Iorque    | Estados Unidos | 1947        | 40° 44′ 55,78″ N, 73° 58′ 05,27″ O | [ 19 ] |
| 19 |        | Residência do Arquiteto                                  | Mendes              | Rio de Janeiro | Brasil         | 1948        | —                                  | [ 20 ] |
| 20 |        | Sede das Empresas Gráficas O Cruzeiro                    | Rio de Janeiro      | Rio de Janeiro | Brasil         | 1949        | 22° 53′ 51,86″ S, 43° 11′ 40,26″ O | [ 21 ] |

### Década de 1950
|    | Imagem | Nome                                                                | Cidade         | Estado/Região      | País     | Inauguração | Coordenadas                        | Ref.   |
| -- | ------ | ------------------------------------------------------------------- | -------------- | ------------------ | -------- | ----------- | ---------------------------------- | ------ |
| 21 |        | Clube dos 500                                                       | Guaratinguetá  | São Paulo          | Brasil   | 1950        | 22° 46′ 58,77″ S, 45° 09′ 26,04″ O | [ 22 ] |
| 22 |        | Clube Social                                                        | Diamantina     | Minas Gerais       | Brasil   | 1950        | 18° 14′ 44,01″ S, 43° 36′ 05,1″ O  | [ 23 ] |
| 23 |        | Edifício Montreal                                                   | São Paulo      | São Paulo          | Brasil   | 1950        | 23° 32′ 24,1″ S, 46° 38′ 11,44″ O  | [ 3 ]  |
| 24 |        | Fábrica Duchen(demolida)                                            | São Paulo      | São Paulo          | Brasil   | 1950        | —                                  | [ 24 ] |
| 25 |        | Edifício Copan                                                      | São Paulo      | São Paulo          | Brasil   | 1951        | 23° 32′ 48,14″ S, 46° 38′ 39,65″ O | [ 3 ]  |
| 26 |        | Auditório Ibirapuera (Conjunto do Ibirapuera)                       | São Paulo      | São Paulo          | Brasil   | 1951        | 23° 35′ 08,03″ S, 46° 39′ 23,69″ O | [ 25 ] |
| 27 |        | Marquise do Ibirapuera (Conjunto do Ibirapuera)                     | São Paulo      | São Paulo          | Brasil   | 1951        | 23° 35′ 15,77″ S, 46° 39′ 21,12″ O | [ 25 ] |
| 28 |        | Palácio da Agricultura (Conjunto do Ibirapuera)                     | São Paulo      | São Paulo          | Brasil   | 1951        | 23° 35′ 20,69″ S, 46° 39′ 03,86″ O | [ 25 ] |
| 29 |        | Palácio das Exposições (Conjunto do Ibirapuera)                     | São Paulo      | São Paulo          | Brasil   | 1951        | 23° 35′ 13,01″ S, 46° 39′ 19,69″ O | [ 25 ] |
| 30 |        | Pavilhão Ciccillo Matarazzo (Conjunto do Ibirapuera)                | São Paulo      | São Paulo          | Brasil   | 1951        | 23° 35′ 18,46″ S, 46° 39′ 16,29″ O | [ 25 ] |
| 31 |        | Palácio dos Estados (Conjunto do Ibirapuera)                        | São Paulo      | São Paulo          | Brasil   | 1951        | 23° 35′ 08,98″ S, 46° 39′ 35,34″ O | [ 25 ] |
| 32 |        | Parque do Ibirapuera (Conjunto do Ibirapuera)                       | São Paulo      | São Paulo          | Brasil   | 1951        | 23° 35′ 16,27″ S, 46° 39′ 27,76″ O | [ 25 ] |
| 33 |        | Conjunto Juscelino Kubitschek                                       | Belo Horizonte | Minas Gerais       | Brasil   | 1951        | 19° 55′ 26,81″ S, 43° 56′ 45,67″ O | [ 3 ]  |
| 34 |        | Hotel Tijuco                                                        | Diamantina     | Minas Gerais       | Brasil   | 1951        | 18° 14′ 33,73″ S, 43° 35′ 56,95″ O | [ 23 ] |
| 35 |        | Hospital da Lagoa                                                   | Rio de Janeiro | Rio de Janeiro     | Brasil   | 1952        | 22° 57′ 49,25″ S, 43° 12′ 56,55″ O | [ 27 ] |
| 36 |        | Casa das Canoas                                                     | Rio de Janeiro | Rio de Janeiro     | Brasil   | 1953        | 22° 59′ 09,68″ S, 43° 16′ 21,46″ O | [ 28 ] |
| 37 |        | EE Professora Júlia Kubitschek                                      | Diamantina     | Minas Gerais       | Brasil   | 1954        | 18° 14′ 52,43″ S, 43° 35′ 49,92″ O | [ 29 ] |
| 38 |        | Casa Edmundo Cavanelas                                              | Petrópolis     | Rio de Janeiro     | Brasil   | 1954        | 22° 19′ 47,31″ S, 43° 07′ 01,67″ O | [ 30 ] |
| 39 |        | Biblioteca Pública Estadual Luiz de Bessa                           | Belo Horizonte | Minas Gerais       | Brasil   | 1954        | 19° 55′ 58,32″ S, 43° 56′ 21,32″ O | [ 31 ] |
| 40 |        | Escola Estadual Governador Milton Campos - Colégio Estadual Central | Belo Horizonte | Minas Gerais       | Brasil   | 1954        |                                    |        |
| 41 |        | Edifício Triângulo                                                  | São Paulo      | São Paulo          | Brasil   | 1955        | 23° 32′ 56″ S, 46° 38′ 04,67″ O    | [ 3 ]  |
| 42 |        | Edifício Niemeyer                                                   | Belo Horizonte | Minas Gerais       | Brasil   | 1955        | 19° 55′ 57,83″ S, 43° 56′ 14,33″ O | [ 3 ]  |
| 43 |        | Edifício e galeria Califórnia                                       | São Paulo      | São Paulo          | Brasil   | 1955        | 23° 32′ 39,52″ S, 46° 38′ 29,41″ O | [ 3 ]  |
| 44 |        | Edifício Eiffel                                                     | São Paulo      | São Paulo          | Brasil   | 1956        | 23° 32′ 39,37″ S, 46° 38′ 41,09″ O | [ 3 ]  |
| 45 |        | Edifício Itatiaia                                                   | Campinas       | São Paulo          | Brasil   | 1957        | 22° 54′ 14,09″ S, 47° 03′ 25,27″ O | [ 32 ] |
| 46 |        | Casa Oscar Niemeyer                                                 | Berlim         | Berlim             | Alemanha | 1957        | —                                  |        |
| 47 |        | Igrejinha Nossa Senhora de Fátima                                   | Brasília       | Distrito Federal   | Brasil   | 1958        | 15° 48′ 24,64″ S, 47° 54′ 18,17″ O | [ 33 ] |
| 48 |        | EE Maria Constança de Barros Machado                                | Campo Grande   | Mato Grosso do Sul | Brasil   | 1959        | 20° 27′ 40,46″ S, 54° 37′ 40,16″ O | [ 34 ] |
| 49 |        | EE Mal. Humberto de Alencar Castelo Branco                          | Uberaba        | Minas Gerais       | Brasil   | 1959        | 19° 44′ 50,57″ S, 47° 55′ 37,31″ O | [ 35 ] |

### Década de 1960
|    | Imagem                                          | Nome                              | Cidade         | Estado/Região    | País   | Inauguração | Coordenadas                        | Ref.          |
| -- | ----------------------------------------------- | --------------------------------- | -------------- | ---------------- | ------ | ----------- | ---------------------------------- | ------------- |
| 49 |                                                 | Cine Brasília                     | Brasília       | Distrito Federal | Brasil | 1960        | 15° 48′ 50,91″ S, 47° 53′ 58,53″ O | [ 36 ]        |
| 50 |                                                 | Palácio Itamaraty                 | Brasília       | Distrito Federal | Brasil | 1962        | 15° 48′ 02,65″ S, 47° 52′ 01,98″ O | [ 37 ]        |
| 51 |                                                 | Iate Clube                        | Belo Horizonte | Minas Gerais     | Brasil | 1962        | —                                  |               |
| 52 |                                                 | Feira Internacional Rashid Karami | Trípoli        | Líbano Norte     | Líbano | 1962        | 34° 26′ 21,09″ N, 35° 49′ 24,21″ L | [ 38 ]        |
| 53 |                                                 | Universidade de Haifa             | Haifa          | Haifa            | Israel | 1963        | 32° 45′ 46,29″ N, 35° 01′ 03,52″ L | [ 39 ]        |
| 54 | Das Gebäude vom Place du Colonel-Fabien gesehen | Sede do Partido Comunista Francês | Paris          | Île-de-France    | França | 1964        | 48° 52′ 39,93″ N, 2° 22′ 18,76″ L  | [ 40 ]        |
| 55 |                                                 | Edifício Manchete                 | Rio de Janeiro | Rio de Janeiro   | Brasil | 1965        | 22° 55′ 26,96″ S, 43° 10′ 23,49″ O | [ 41 ]        |
| 56 |                                                 | Teatro Nacional Cláudio Santoro   | Brasília       | Distrito Federal | Brasil | 1966        | 15° 47′ 31,96″ S, 47° 52′ 48,91″ O | [ 42 ]        |
| 57 |                                                 | Editora Mondadori                 | Milão          | Lombardia        | Itália | 1968        | 45° 28′ 29,17″ N, 9° 17′ 56,41″ L  | [ 43 ] [ 44 ] |

### Década de 1970
|    | Imagem | Nome                                                   | Cidade      | Estado/Região              | País     | Inauguração | Coordenadas                        | Ref.          |
| -- | ------ | ------------------------------------------------------ | ----------- | -------------------------- | -------- | ----------- | ---------------------------------- | ------------- |
| 58 |        | Universidade Mentouri de Constantine                   | Constantine | Constantine                | Argélia  | 1971        | 36° 20′ 30,65″ N, 6° 37′ 14,75″ L  | [ 45 ] [ 46 ] |
| 59 |        | Universidade de Ciência e Tecnologia Houari-Boumediene | Argel       | Argel                      | Argélia  | 1974        | 36° 42′ 39,15″ N, 3° 10′ 46,99″ L  | [ 47 ]        |
| 60 |        | Escola Politécnica de Arquitetura e Urbanismo          | Argel       | Argel                      | Argélia  | 1975        | —                                  | [ 48 ]        |
| 61 |        | Sala Omnisport - "La Cúpula"                           | Argel       | Argel                      | Argélia  | 1975        | 36° 42′ 46,85″ N, 3° 10′ 31,6″ L   | [ 49 ]        |
| 62 |        | Pestana Casino Park                                    | Funchal     | Região Autónoma da Madeira | Portugal | 1976        | 32° 38′ 37,37″ N, 16° 55′ 01,71″ O | [ 50 ]        |
| 63 |        | Ponte Honestino Guimarães                              | Brasília    | Distrito Federal           | Brasil   | 1976        | 15° 49′ 22,32″ S, 47° 52′ 40,22″ O | [ 51 ]        |
| 64 |        | Bolsa de Trabalho de Bobigny                           | Bobigny     | Île-de-France              | França   | 1978        | 48° 54′ 22,28″ N, 2° 26′ 17,7″ L   | [ 52 ]        |

### Década de 1980
|    | Imagem | Nome                                            | Cidade            | Estado/Região     | País   | Inauguração | Coordenadas                        | Ref.   |
| -- | ------ | ----------------------------------------------- | ----------------- | ----------------- | ------ | ----------- | ---------------------------------- | ------ |
| 65 |        | Coreto Ronaldo Oliveira da Silva Araújo         | Caratinga         | Minas Gerais      | Brasil | 1980        | 19° 47′ 24,09″ S, 42° 08′ 26,05″ O | [ 53 ] |
| 66 |        | Memorial JK                                     | Brasília          | Distrito Federal  | Brasil | 1981        | 15° 47′ 03,54″ S, 47° 54′ 47,89″ O | [ 54 ] |
| 67 |        | Centro Cultural Le Havre                        | Le Havre          | Alta-Normandia    | França | 1982        | 49° 29′ 25,22″ N, 0° 06′ 22,96″ L  | [ 55 ] |
| 68 |        | Torre Bruxelas                                  | São Paulo         | São Paulo         | Brasil | 1982        | 23° 32′ 36,9″ S, 46° 40′ 58,6″ O   |        |
| 69 |        | TV Manchete Fortaleza                           | Fortaleza         | Ceará             | Brasil | 1984        | 3° 44′ 47,16″ S, 38° 30′ 00,39″ O  | [ 56 ] |
| 70 |        | Sambódromo da Marquês de Sapucaí                | Rio de Janeiro    | Rio de Janeiro    | Brasil | 1984        | 22° 54′ 35,97″ S, 43° 11′ 49,94″ O | [ 57 ] |
| 71 |        | Torre da TV Manchete - Recife                   | Olinda            | Pernambuco        | Brasil | 1984        | 7° 59′ 56,4″ S, 34° 52′ 10,32″ O   | [ 58 ] |
| 72 |        | Memorial da Cabanagem                           | Belém             | Pará              | Brasil | 1985        | 1° 24′ 22,63″ S, 48° 26′ 06,78″ O  | [ 59 ] |
| 73 |        | Panteão da Pátria e da Liberdade Tancredo Neves | Brasília          | Distrito Federal  | Brasil | 1986        | 15° 48′ 06″ S, 47° 51′ 36,86″ O    | [ 60 ] |
| 74 |        | Memorial dos Povos Indígenas                    | Brasília          | Distrito Federal  | Brasil | 1987        | 15° 47′ 05,39″ S, 47° 54′ 41,13″ O | [ 61 ] |
| 75 |        | Casa do Cantador                                | Ceilândia         | Distrito Federal  | Brasil | 1988        | 15° 50′ 24,08″ S, 48° 06′ 39,17″ O | [ 62 ] |
| 76 |        | Terminal Rodoviário de Londrina                 | Londrina          | Paraná            | Brasil | 1988        | 23° 18′ 34,19″ S, 51° 09′ 00,56″ O | [ 63 ] |
| 77 |        | Casa do Povo - Casa de Cultura Marcos Palombini | Vacaria           | Rio Grande do Sul | Brasil | 1988        | 28° 30′ 04,19″ S, 50° 56′ 35,71″ O | [ 64 ] |
| 78 |        | Memorial da América Latina                      | São Paulo         | São Paulo         | Brasil | 1989        | 23° 31′ 35,52″ S, 46° 39′ 49,75″ O | [ 65 ] |
| 79 |        | Memorial 9 de Novembro                          | Volta Redonda     | Rio de Janeiro    | Brasil | 1989        | 22° 31′ 03,06″ S, 44° 06′ 32,7″ O  | [ 67 ] |
| 80 |        | Antiga sede do Jornal l’Humanité                | Seine-Saint-Denis | Île-de-France     | França | 1989        | —                                  | [ 68 ] |

### Década de 1990
|    | Imagem | Nome                                                           | Cidade           | Estado/Região    | País   | Inauguração | Coordenadas                        | Ref.   |
| -- | ------ | -------------------------------------------------------------- | ---------------- | ---------------- | ------ | ----------- | ---------------------------------- | ------ |
| 81 |        | Edifício TV Manchete - São Paulo                               | São Paulo        | São Paulo        | Brasil | 1990        | 23° 30′ 33″ S, 46° 39′ 59,5″ O     |        |
| 82 |        | Sambódromo do Anhembi                                          | São Paulo        | São Paulo        | Brasil | 1991        | 23° 30′ 58,96″ S, 46° 38′ 47,78″ O | [ 69 ] |
| 83 |        | Teatro Estadual de Araras                                      | Araras           | São Paulo        | Brasil | 1991        | 22° 21′ 38,27″ S, 47° 23′ 22,82″ O | [ 70 ] |
| 84 |        | Parque Aquático Thermas Water Parque - Atual Thermas Hot World | Águas de Lindoia | São Paulo        | Brasil | 1992        | —                                  |        |
| 85 |        | Catedral Militar Rainha da Paz                                 | Brasília         | Distrito Federal | Brasil | 1994        | —                                  |        |
| 86 |        | Superior Tribunal de Justiça                                   | Brasília         | Distrito Federal | Brasil | 1995        | —                                  |        |
| 87 |        | Museu de Arte Contemporânea de Niterói                         | Niterói          | Rio de Janeiro   | Brasil | 1996        | 22° 54′ 28,51″ S, 43° 07′ 33,44″ O | [ 71 ] |
| 88 |        | Memorial Carlos Drummond de Andrade                            | Itabira          | Minas Gerais     | Brasil | 1998        | —                                  |        |

### Década de 2000
|     | Imagem | Nome                                                              | Cidade                | Estado/Região       | País        | Inauguração | Coordenadas                        | Ref.   |
| --- | ------ | ----------------------------------------------------------------- | --------------------- | ------------------- | ----------- | ----------- | ---------------------------------- | ------ |
| 89  |        | Museu Oscar Niemeyer                                              | Curitiba              | Paraná              | Brasil      | 2001        | 25° 24′ 35,55″ S, 49° 15′ 59,61″ O | [ 72 ] |
| 90  |        | Memorial Coluna Prestes                                           | Palmas                | Tocantins           | Brasil      | 2001        | —                                  |        |
| 91  |        | Hospital Veterinário da Universidade Estadual do Norte Fluminense | Campos dos Goytacazes | Rio de Janeiro      | Brasil      | 2001        | 21° 45′ 49,81″ S, 41° 17′ 13,46″ O | [ 73 ] |
| 92  |        | Memorial 500 Anos do Brasil                                       | São Vicente           | São Paulo           | Brasil      | 2002        | 23° 58′ 44,74″ S, 46° 22′ 08,46″ O | [ 74 ] |
| 93  |        | Praça Juscelino Kubitschek (Caminho Niemeyer)                     | Niterói               | Rio de Janeiro      | Brasil      | 2002        | 22° 53′ 45,16″ S, 43° 07′ 33,89″ O | [ 75 ] |
| 94  |        | Sede da Procuradoria Geral da República                           | Brasília              | Distrito Federal    | Brasil      | 2002        | 15° 48′ 28,44″ S, 47° 51′ 34,62″ O |        |
| 95  |        | Pavilhão da Serpentine Gallery                                    | Londres               | Inglaterra          | Reino Unido | 2003        | —                                  | [ 76 ] |
| 96  |        | Prefeitura Municipal de Macaé                                     | Macaé                 | Rio de Janeiro      | Brasil      | 2004        | 22° 22′ 28,53″ S, 41° 46′ 36,33″ O | [ 77 ] |
| 97  |        | Centro Cultural Oscar Niemeyer                                    | Duque de Caxias       | Rio de Janeiro      | Brasil      | 2004/2006   | 22° 47′ 18,86″ S, 43° 18′ 37,37″ O | [ 78 ] |
| 98  |        | Memorial Teotônio Vilela                                          | Maceió                | Alagoas             | Brasil      | 2005        | 9° 40′ 12,71″ S, 35° 42′ 53,81″ O  | [ 79 ] |
| 99  |        | Centro Cultural Oscar Niemeyer                                    | Goiânia               | Goiás               | Brasil      | 2006        | 16° 42′ 38,62″ S, 49° 13′ 40,52″ O | [ 80 ] |
| 100 |        | Biblioteca Comunitária Tobias Barreto de Meneses                  | Rio de Janeiro        | Rio de Janeiro      | Brasil      | 2006        | 22° 50′ 03,19″ S, 43° 18′ 43,36″ O | [ 81 ] |
| 101 |        | Complexo Cultural da República                                    | Brasília              | Distrito Federal    | Brasil      | 2006        | 15° 47′ 49,61″ S, 47° 52′ 45,26″ O |        |
| 102 |        | Teatro Popular de Niterói                                         | Niterói               | Rio de Janeiro      | Brasil      | 2007        | —                                  |        |
| 103 |        | Centro de Convenções de Luziânia                                  | Luziânia              | Goiás               | Brasil      | 2008        | —                                  |        |
| 104 |        | Caracol de Buritis                                                | Buritis               | Minas Gerais        | Brasil      | 2008        | —                                  |        |
| 105 |        | Parque da Cidade Dom Nivaldo Monte                                | Natal                 | Rio Grande do Norte | Brasil      | 2008        | 5° 51′ 04,3″ S, 35° 13′ 40,43″ O   |        |
| 106 |        | Estação Cabo Branco                                               | João Pessoa           | Paraíba             | Brasil      | 2008        | 7° 08′ 55″ S, 34° 47′ 53,1″ O      | [ 82 ] |
| 107 |        | Sede da Ordem dos Advogados do Brasil                             | Brasília              | Distrito Federal    | Brasil      | 2008        | 15° 48′ 17,02″ S, 47° 52′ 50,59″ O | [ 83 ] |
| 108 |        | Escultura na Cidade Universitária da UCI                          | Havana                | Havana              | Cuba        | 2008        | 22° 59′ 23,32″ N, 82° 27′ 52,82″ O |        |
| 109 |        | Memorial da Inclusão                                              | São Paulo             | São Paulo           | Brasil      | 2009        | —                                  |        |

### Década de 2010
|     | Imagem | Nome                                                        | Cidade         | Estado/Região     | País    | Inauguração | Coordenadas                        | Ref.   |
| --- | ------ | ----------------------------------------------------------- | -------------- | ----------------- | ------- | ----------- | ---------------------------------- | ------ |
| 110 |        | Cidade Administrativa de Minas Gerais                       | Belo Horizonte | Minas Gerais      | Brasil  | 2010        | 19° 46′ 59,58″ S, 43° 57′ 07,42″ O | [ 84 ] |
| 111 |        | Parque Dona Lindu                                           | Recife         | Pernambuco        | Brasil  | 2010        | 8° 08′ 29,44″ S, 34° 54′ 13,91″ O  | [ 85 ] |
| 112 |        | Passarela da Rocinha                                        | Rio de Janeiro | Rio de Janeiro    | Brasil  | 2010        | 22° 59′ 32,84″ S, 43° 15′ 04,45″ O | [ 86 ] |
| 113 |        | Centro Cultural Oscar Niemeyer                              | Avilés         | Astúrias          | Espanha | 2011        | 43° 33′ 26,93″ N, 5° 55′ 02,67″ O  | [ 87 ] |
| 114 |        | Centro do Cinema Brasileiro (Caminho Niemeyer)              | Niterói        | Rio de Janeiro    | Brasil  | 2011        | 22° 53′ 55,39″ S, 43° 07′ 51,83″ O | [ 88 ] |
| 115 |        | Torre de TV Digital                                         | Lago Norte     | Distrito Federal  | Brasil  | 2012        | 15° 41′ 57,59″ S, 47° 49′ 46,66″ O | [ 89 ] |
| 116 |        | Museu de Arte Popular da Paraíba                            | Campina Grande | Paraíba           | Brasil  | 2012        | 7° 13′ 26,87″ S, 35° 52′ 44,03″ O  | [ 90 ] |
| 117 |        | Teatro Municipal de Uberlândia                              | Uberlândia     | Minas Gerais      | Brasil  | 2012        | 18° 53′ 43,75″ S, 48° 15′ 09,29″ O | [ 91 ] |
| 118 |        | Fundação Getúlio Vargas                                     | Rio de Janeiro | Rio de Janeiro    | Brasil  | 2013        | —                                  |        |
| 119 |        | Campanário do Santuário Nacional de Nossa Senhora Aparecida | Aparecida      | São Paulo         | Brasil  | 2016        | 22° 50′ 59″ S, 45° 13′ 58,59″ O    | [ 92 ] |
| 120 |        | Memorial Luiz Carlos Prestes                                | Porto Alegre   | Rio Grande do Sul | Brasil  | 2017        |                                    | [ 93 ] |

### Década de 2020
|     | Imagem | Nome            | Cidade  | Estado/Região | País     | Inauguração | Coordenadas | Ref. |
| --- | ------ | --------------- | ------- | ------------- | -------- | ----------- | ----------- | ---- |
| 121 |        | Esfera Niemayer | Leipzig | Saxônia       | Alemanha | 2020        | —           |      |

## Obras projetadas
As obras abaixo não foram realizadas, somente projetadas.
|    | Nome                                                                 | Cidade                | Estado/Região     | País           | Projeto | Ref.                    |
| -- | -------------------------------------------------------------------- | --------------------- | ----------------- | -------------- | ------- | ----------------------- |
| 1  | Clube Esportivo                                                      | Rio de Janeiro        | Rio de Janeiro    | Brasil         | 1935    |                         |
| 2  | Residência no Rio de Janeiro                                         | Rio de Janeiro        | Rio de Janeiro    | Brasil         | 1935    |                         |
| 3  | Residência de Henrique Xavier                                        | Rio de Janeiro        | Rio de Janeiro    | Brasil         | 1936    |                         |
| 4  | Residência de Oswald de Andrade                                      | Rio de Janeiro        | Rio de Janeiro    | Brasil         | 1938    |                         |
| 5  | Residência de Maria Passos                                           | Miguel Pereira        | Rio de Janeiro    | Brasil         | 1939    |                         |
| 6  | Hotel da Pampulha                                                    | Belo Horizonte        | Minas Gerais      | Brasil         | 1940    |                         |
| 7  | Centro Atlético Nacional                                             | Rio de Janeiro        | Rio de Janeiro    | Brasil         | 1941    |                         |
| 8  | Teatro Municipal de Belo Horizonte                                   | Belo Horizonte        | Minas Gerais      | Brasil         | 1941    |                         |
| 9  | Torre de Água                                                        | Ribeirão das Lajes    | Rio de Janeiro    | Brasil         | 1941    |                         |
| 10 | Residência de Charles Ofair                                          | Rio de Janeiro        | Rio de Janeiro    | Brasil         | 1943    |                         |
| 11 | Centro de Lazer da Lagoa Rodrigo de Freitas                          | Rio de Janeiro        | Rio de Janeiro    | Brasil         | 1944    |                         |
| 12 | Hotel                                                                | Nova Friburgo         | Rio de Janeiro    | Brasil         | 1945    |                         |
| 13 | Iate Clube Fluminense                                                | Rio de Janeiro        | Rio de Janeiro    | Brasil         | 1945    |                         |
| 14 | Sede da Tribuna Popular                                              | Rio de Janeiro        | Rio de Janeiro    | Brasil         | 1945    |                         |
| 15 | Residência de Gustavo Capanema                                       | Rio de Janeiro        | Rio de Janeiro    | Brasil         | 1946    |                         |
| 16 | Residência Burton Tremaine                                           | Santa Bárbara         | Califórnia        | Estados Unidos | 1947    |                         |
| 17 | Auditório do Ministério da Educação e Saúde                          | Rio de Janeiro        | Rio de Janeiro    | Brasil         | 1948    |                         |
| 18 | Residência                                                           | Rio de Janeiro        | Rio de Janeiro    | Brasil         | 1949    |                         |
| 19 | Hotel Regente                                                        | Rio de Janeiro        | Minas Gerais      | Brasil         | 1949    |                         |
| 20 | Monumento a Rui Barbosa                                              | Rio de Janeiro        | Rio de Janeiro    | Brasil         | 1949    | [ 94 ] [ 95 ]           |
| 21 | Hotel Quitandinha - Projeto 1                                        | Petrópolis            | Rio de Janeiro    | Brasil         | 1950    |                         |
| 22 | Museu de Arte Moderna                                                | Caracas               | Distrito Capital  | Venezuela      | 1954    | [ 96 ]                  |
| 23 | Empreendimento Turístico de Pena Furada (Grupo Grão-Pará)            | Vila do Bispo         | Algarve           | Portugal       | 1965    |                         |
| 24 | Mesquita de Argel                                                    | Argel                 | Argel             | Argélia        | 1968    |                         |
| 25 | Parque do Peão                                                       | Barretos              | São Paulo         | Brasil         | 1985    |                         |
| 26 | Museu da Bíblia de Brasília (em processo de análise)                 | Brasília              | Distrito Federal  | Brasil         | 1987    | [ 97 ] [ 98 ]           |
| 27 | Fundação Luso-Brasileira                                             | Lisboa                | Lisboa            | Portugal       | 1991    |                         |
| 28 | Praça Maria Aragão                                                   | São Luís              | Maranhão          | Brasil         | 1991    |                         |
| 29 | Nova Catedral Católica de Niterói (Em construção)                    | Niterói               | Rio de Janeiro    | Brasil         | 1996    |                         |
| 30 | Paço Municipal de Americana                                          | Americana             | São Paulo         | Brasil         | 1997    | [ 99 ]                  |
| 31 | Módulo Educação Integrada                                            | Rio de Janeiro        | Rio de Janeiro    | Brasil         | 2000    |                         |
| 32 | Memorial Cassiano Ricardo                                            | São José dos Campos   | São Paulo         | Brasil         | 2000    |                         |
| 33 | Sede da União Nacional dos Estudantes                                | Rio de Janeiro        | Rio de Janeiro    | Brasil         | 2000    |                         |
| 34 | Auditório Oscar Niemeyer                                             | Revello               | Campania          | Itália         | 2000    |                         |
| 35 | Jardim Botânico de Petrópolis                                        | Petrópolis            | Rio de Janeiro    | Brasil         | 2000    |                         |
| 36 | Igreja Universal do Reino de Deus                                    | Niterói               | Rio de Janeiro    | Brasil         | 2000    |                         |
| 37 | Residência em Oslo                                                   | Oslo                  | Oslo              | Noruega        | 2001    |                         |
| 38 | Auditório e Salão de Exposições da Universidade Candido Mendes       | Rio de Janeiro        | Rio de Janeiro    | Brasil         | 2001    |                         |
| 39 | Teatro Municipal                                                     | Campinas              | São Paulo         | Brasil         | 2001    | [ 100 ]                 |
| 40 | Acqua City Palace                                                    | Moscou                | Moscou            | Rússia         | 2001    |                         |
| 41 | Anexo do Copacabana Palace                                           | Rio de Janeiro        | Rio de Janeiro    | Brasil         | 2001    |                         |
| 42 | Sede da Centro de Memória do DOI-CODI                                | São Paulo             | São Paulo         | Brasil         | 2001    |                         |
| 43 | Capela Ecumênica Darcy Ribeiro                                       | Montes Claros         | Minas Gerais      | Brasil         | 2001    |                         |
| 44 | Terminal Integração Multimodal de Niterói                            | Niterói               | Rio de Janeiro    | Brasil         | 2001    |                         |
| 45 | Centro Cultural e Esportivo da Escola de Samba Unidos De Vila Isabel | Rio de Janeiro        | Rio de Janeiro    | Brasil         | 2002    |                         |
| 46 | Centro Comunitário do Mac                                            | Niterói               | Rio de Janeiro    | Brasil         | 2002    |                         |
| 47 | Memorial Oswaldo Aranha                                              | Alegrete              | Rio Grande do Sul | Brasil         | 2002    |                         |
| 48 | Memorial Coelho Neto                                                 | Coelho Neto           | Maranhão          | Brasil         | 2002    |                         |
| 49 | Memorial Portinari                                                   | Brodowski             | São Paulo         | Brasil         | 2002    |                         |
| 50 | Parque do Talento Empreendedor                                       | Brasília              | Distrito Federal  | Brasil         | 2002    |                         |
| 51 | Centro de Convenções de Ribeirão Preto                               | Ribeirão Preto        | São Paulo         | Brasil         | 2002    |                         |
| 52 | Faculdade de Direito                                                 | São Bernardo do Campo | São Paulo         | Brasil         | 2002    |                         |
| 53 | Residência Amilcare D'Allevo Junior                                  | São Paulo             | São Paulo         | Brasil         | 2002    |                         |
| 54 | Capela Flutuante do Caminho Niemeyer                                 | Niterói               | Rio de Janeiro    | Brasil         | 2004    |                         |
| 55 | Memorial Encontro das Águas (em detabe)                              | Manaus                | Amazonas          | Brasil         | 2005    | [ 101 ]                 |
| 56 | Catedral Cristo Rei (em construção)                                  | Belo Horizonte        | Minas Gerais      | Brasil         | 2006    | [ 102 ]                 |
| 57 | Monumento a Simón Bolívar                                            | Caracas               | Distrito Capital  | Venezuela      | 2007    | [ 103 ]                 |
| 58 | Espaço Cultural Holoteca                                             | Foz do Iguaçu         | Paraná            | Brasil         | 2008    |                         |
| 59 | Câmara Municipal de Poços de Caldas                                  | Poços de Caldas       | Minas Gerais      | Brasil         | 2009    |                         |
| 60 | Praça da Soberania (Vetado pelo IPHAN)                               | Brasília              | Distrito Federal  | Brasil         | 2009    | [ 104 ] [ 105 ] [ 106 ] |
| 61 | Novo Obelisco do Eixo Monumental de Brasília (Vetado pelo IPHAN)     | Brasília              | Distrito Federal  | Brasil         | 2009    | [ 104 ] [ 105 ] [ 106 ] |
| 62 | Museu de Arte Contemporânea de Ponta Delgada                         | Ponta Delgada         | Açores            | Portugal       | 2010    |                         |
| 63 | Tribunal de Contas de Roraima (TCERR)                                | Boa Vista             | Roraima           | Brasil         | 2010    | [ 107 ]                 |
| 64 | Torre Panorâmica de Niterói                                          | Niterói               | Rio de Janeiro    | Brasil         | 2010    |                         |
| 65 | 4º ponte sob o Lago Paranoá (em processo de elaboração)              | Brasília              | Distrito Federal  | Brasil         | 2010    | [ 108 ] [ 109 ]         |
| 66 | Arena Multiuso da Unversidade Federal Fuminense                      | Niterói               | Rio de Janeiro    | Brasil         | 2011    |                         |
| -  | Oceanário de Niterói                                                 | Niterói               | Rio de Janeiro    | Brasil         | -       |                         |
| -  | Memorial Internacional da Água                                       | Brasília              | Distrito Federal  | Brasil         | -       | [ 110 ]                 |

## Obras não arquitetônicas
|   | Imagem | Obra                                  | Esporte   | Ano  | Ref.    |
| - | ------ | ------------------------------------- | --------- | ---- | ------- |
| 1 |        | Troféu do vencedor do GP do Brasil F1 | Formula 1 | 2008 | [ 111 ] |